# Zone planifiée de Xinyi

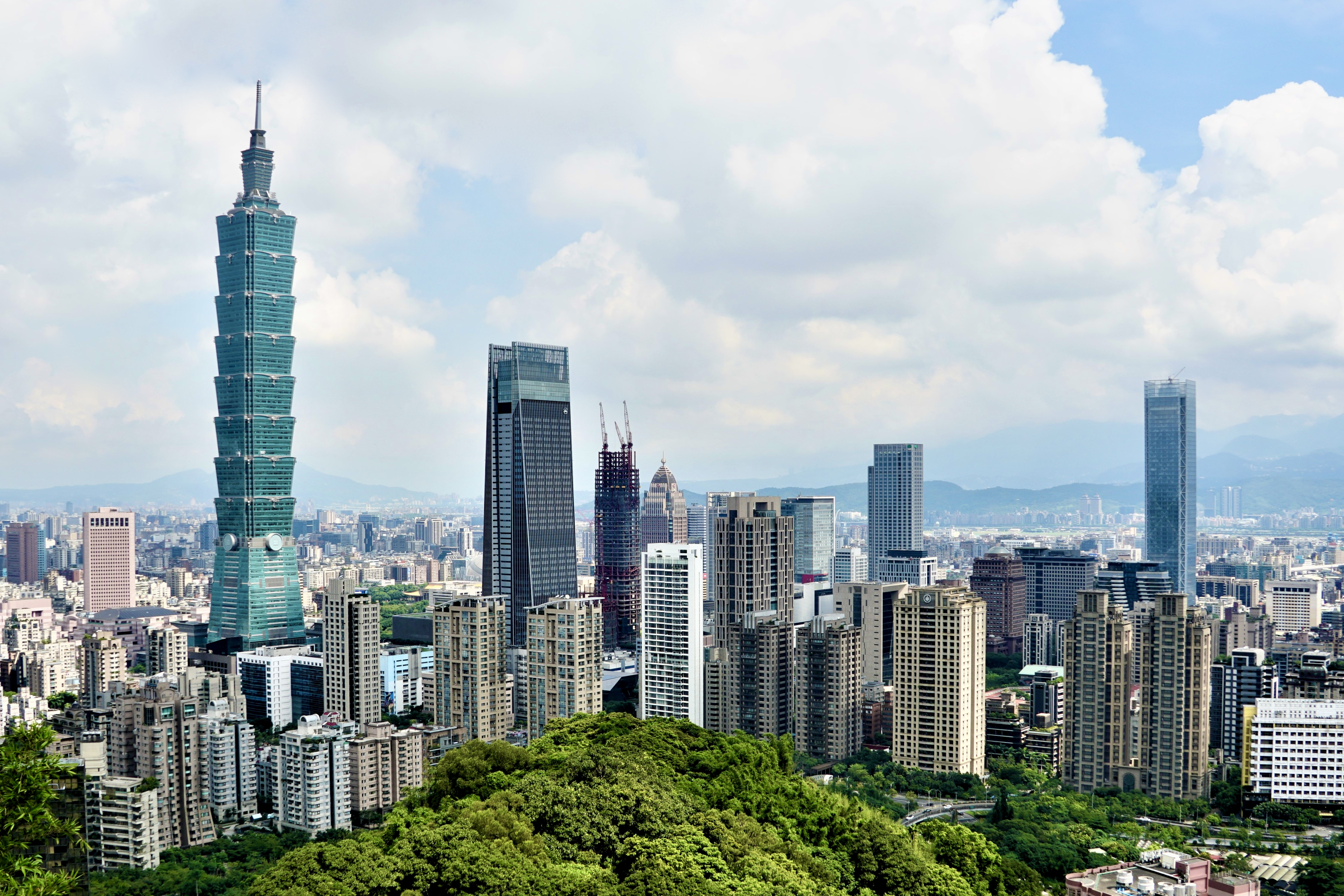
Skyline de la zone planifiée de Xinyi.

La zone planifiée de Xinyi (chinois simplifié : 信义计划区 ; chinois traditionnel : 信義計畫區 ; pinyin : Xìnyì jìhuà qū), également connu sous le nom de district spécial de Xinyi , est un quartier d'affaires du district de Xinyi à Taipei. La superficie totale du district spécial de Xinyi est de 1,53 km2. 

## Histoire
La zone a été conçu dans les années 1970 et développé à partir des années 1980. La zone planifiée de Xinyi est le principal quartier central des affaires de Taipei. Infrastructures importantes, telles que Taipei 101, Hôtel de ville de Taipei, Centre de congrès international de Taipei et Centre de commerce mondial de Taipei, se trouve dans cette zone.
Son développement historique a commencé en 1976, lorsque le gouvernement municipal de Taipei a accepté la proposition de réaménager la zone à l'est du mémorial de Sun Yat-Sen. Le but de ce réaménagement était de mettre en place un centre commercial secondaire à l'écart du vieux centre-ville plus fréquenté (gare de Taipei, zone de Ximending). Le réaménagement espérait accroître la prospérité du district de l'Est et la commodité de la vie urbaine pour les résidents existants.

## Bâtiments principaux
- Taipei 101 (509,2 m)
- Nan Shan Plaza (272 m)
- Taipei Sky Tower (280 m)
- Cathay Landmark (212 m)
- Farglory Financial Center (208 m)
- President Enterprise Corporation Tower (154 m)
- Centre commercial Bellavita
- Hua Nan Bank World Trade Building (155 m)

## Transports publics
- La métro de Taipei dessert le quartier spécial de Xinyi avec les stations Taipei 101–World Trade Center et Xiangshan où passe la Ligne Tamsui-Xinyi et les stations Taipei City Hall et Yongchun où passe la Ligne Bannan.

## Images de la zone planifiée de Xinyi

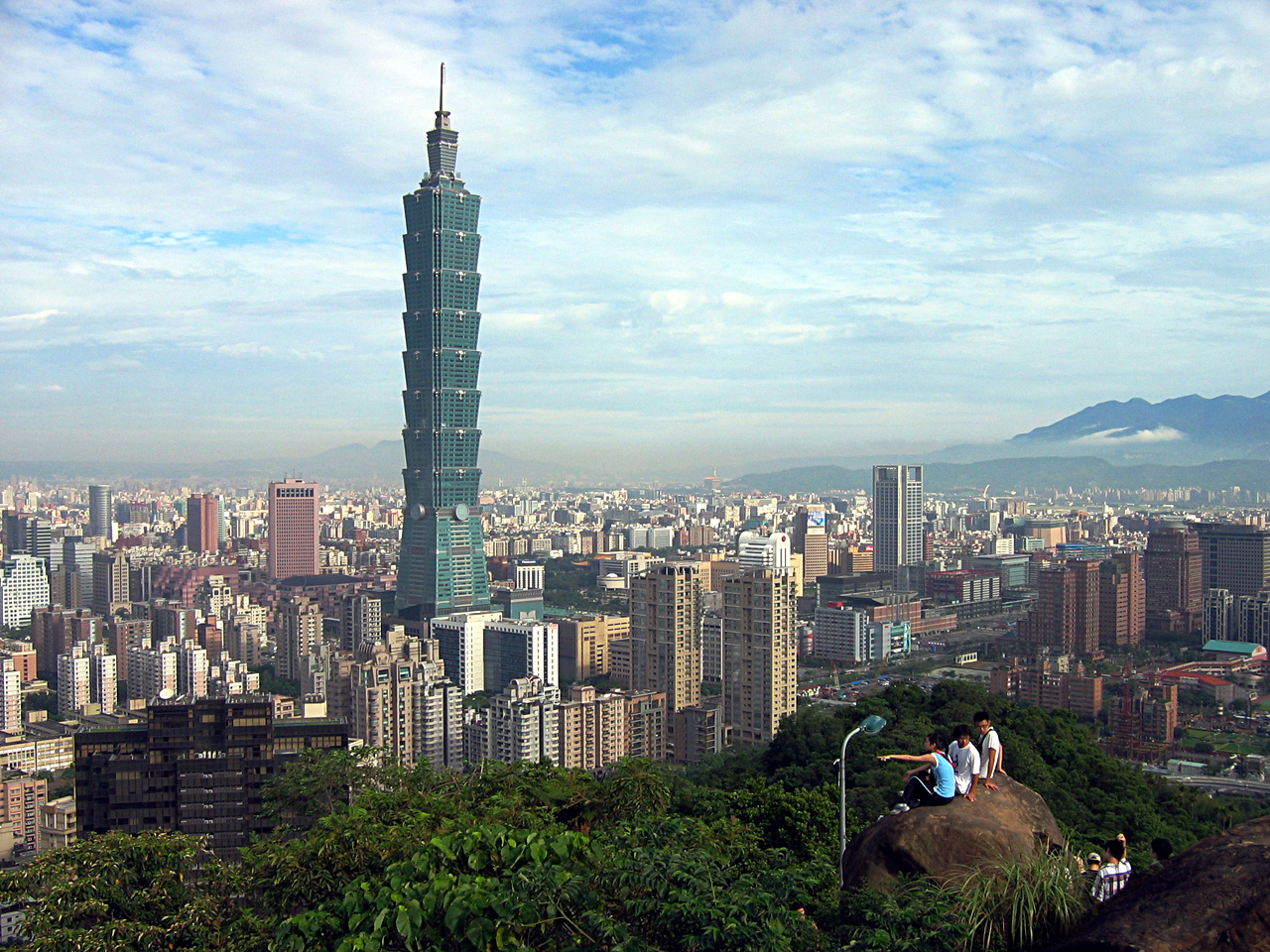
La zone planifiée de Xinyi après la complètion de Taipei 101 et President Enterprise Corporation Tower (2005).
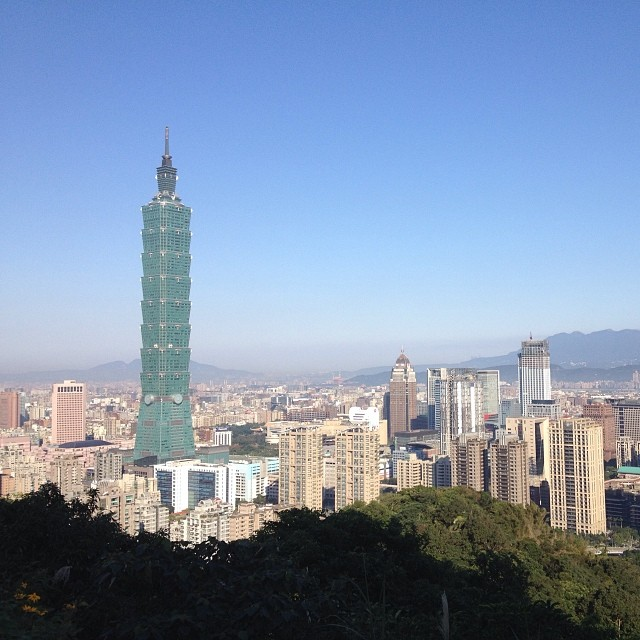
La zone planifiée de Xinyi après la complètion de Farglory Financial Center (2013).
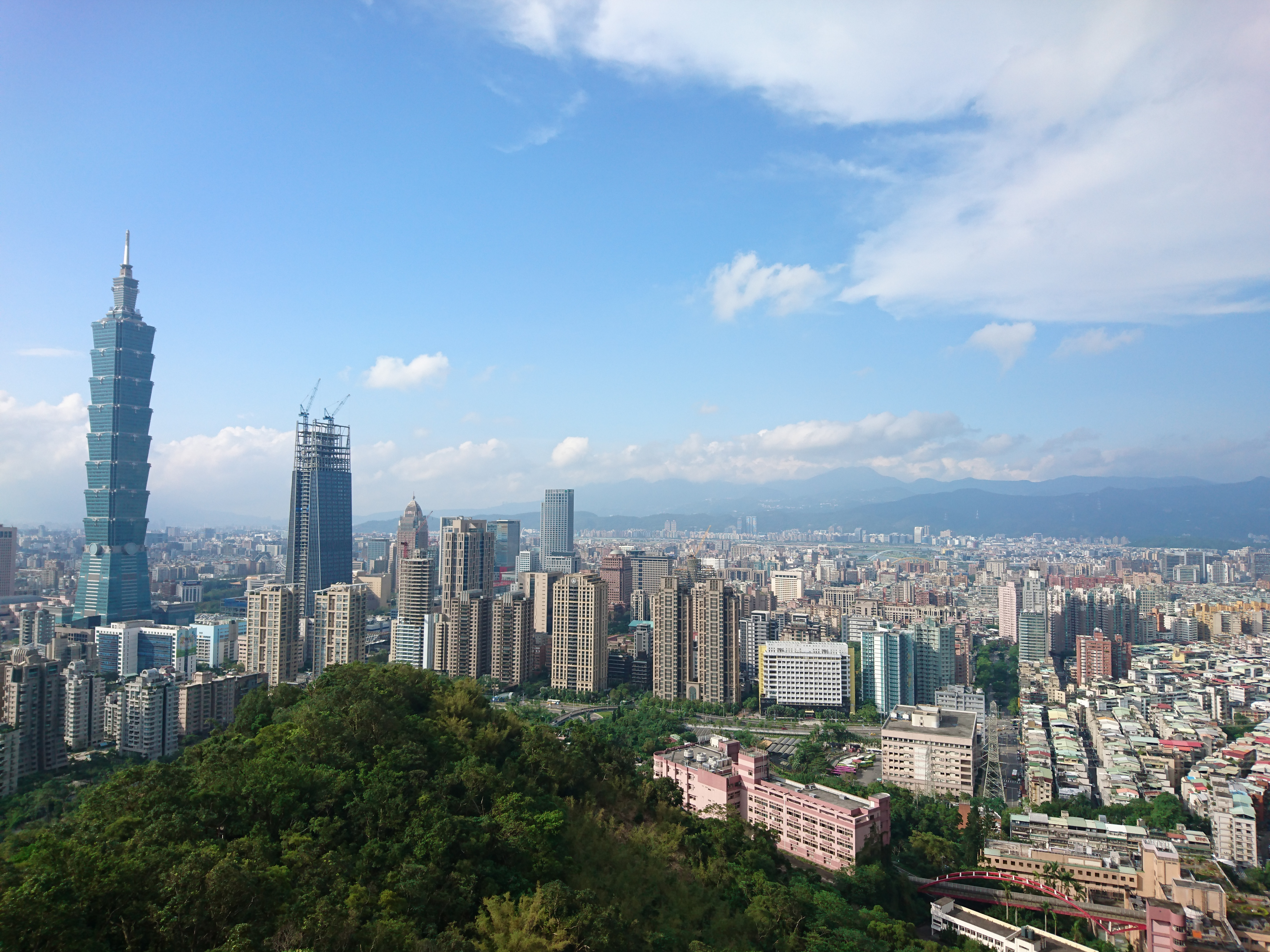
Vue du quartier pendant la construction de Nan Shan Plaza (2016).
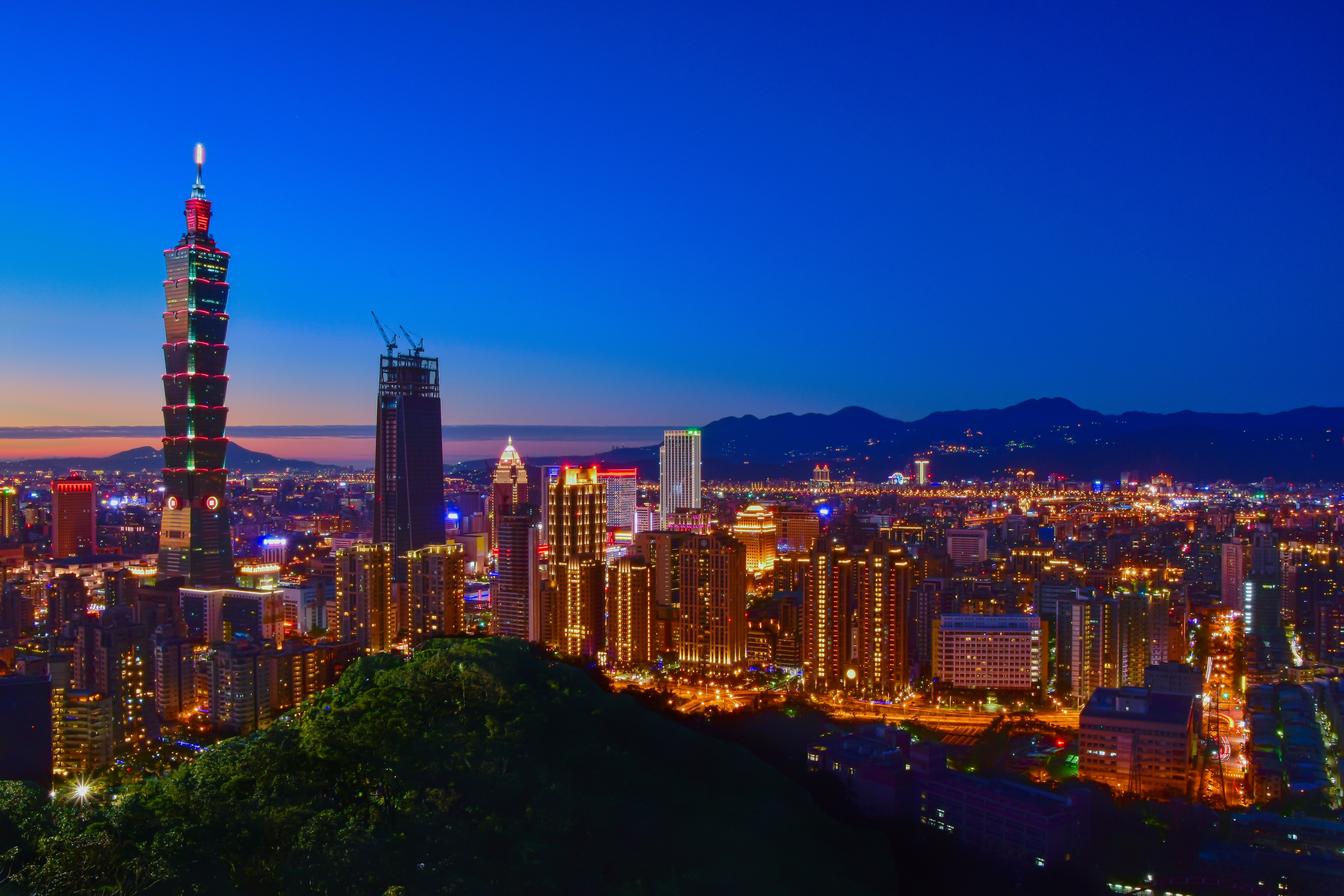
Vue de nuit du quartier (2017).
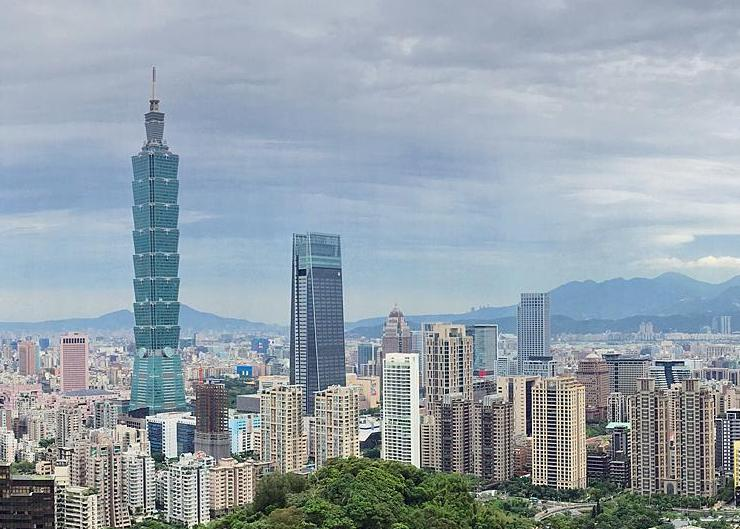
Vue du quartier (2018).
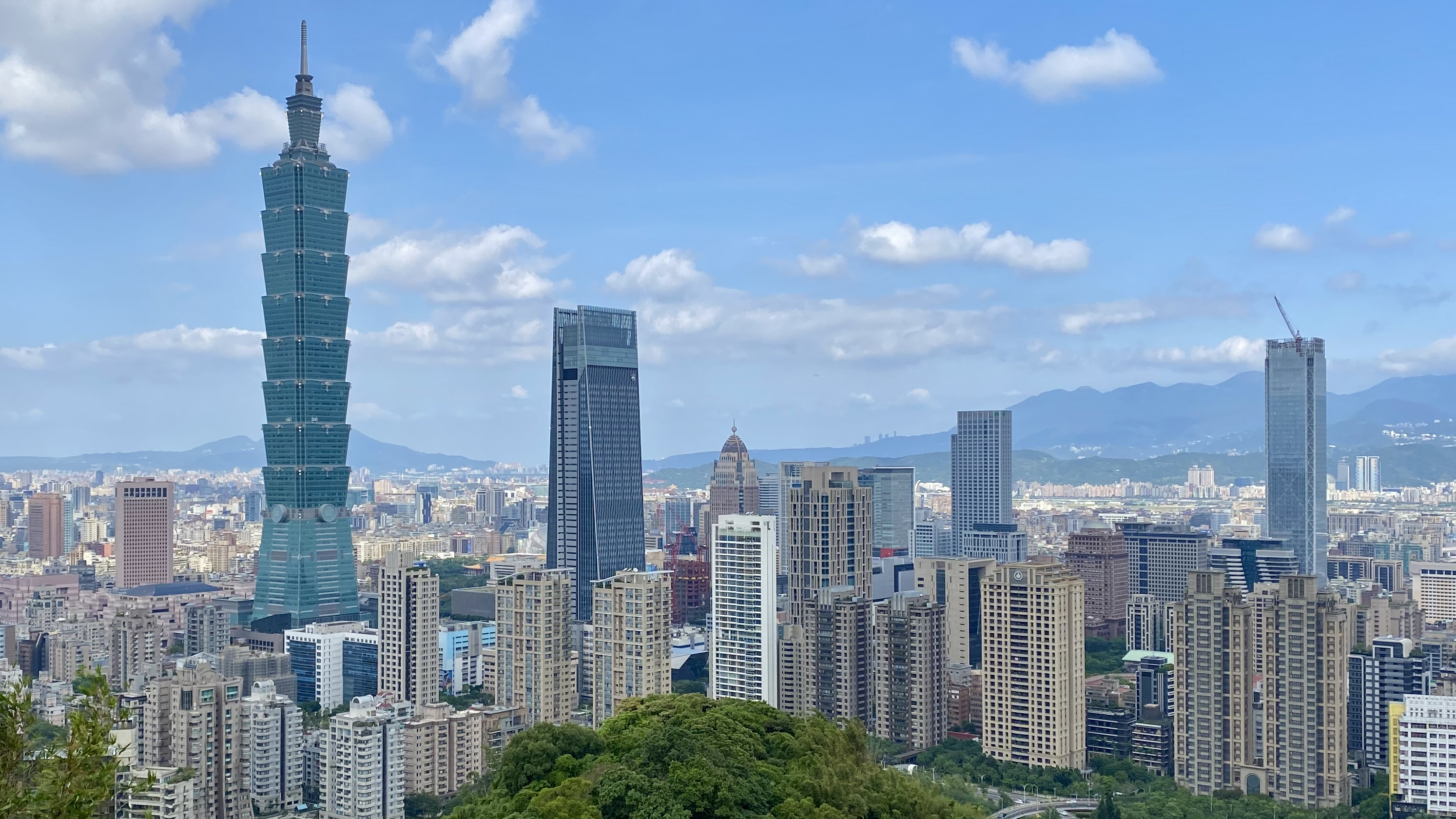
Vue du quartier (2021).